# 1947 v dopravě
Tento článek obsahuje seznam událostí souvisejících s dopravou, které proběhly roku 1947.

## Události
Za rok 1947 cestovalo letadlem 9,5 milionu lidí – stejně jako v současnosti každý jednotlivý den.
 13. července – v Bukově u Ústí nad Labem zahynulo při tramvajové nehodě 30 lidí a další desítky byly zraněny.
 5. srpna – Při železniční nehodě v Sekulích na Slovensku zahynulo 19 lidí.